# العلاقات الإيطالية السورية
العلاقات الإيطالية السورية هي العلاقات الثنائية التي تجمع بين إيطاليا وسوريا.

## مقارنة بين البلدين
هذه مقارنة عامة ومرجعية للدولتين:
| وجه المقارنة                                              | إيطاليا                                                  | سوريا                    |
| --------------------------------------------------------- | -------------------------------------------------------- | ------------------------ |
| المساحة (كم2)                                             | 301.34 ألف                                               | 185.18 ألف               |
| عدد السكان (نسمة)                                         | 60.60 مليون                                              | 18.27 مليون              |
| الكثافة السكانية (ن./كم²)                                 | 201.1                                                    | 98.66                    |
| العاصمة                                                   | روما، فلورنسا، تورينو                                    | دمشق                     |
| اللغة الرسمية                                             | اللغة الإيطالية                                          | اللغة العربية            |
| العملة                                                    | يورو، ليرة إيطالية                                       | ليرة سورية               |
| الناتج المحلي الإجمالي (بليون دولار)                      | 1.93 تريليون                                             | 60.20 مليار              |
| الناتج المحلي الإجمالي (تعادل القوة الشرائية) بليون دولار | 2.26 تريليون                                             |                          |
| الناتج المحلي الإجمالي الاسمي للفرد دولار أمريكي          | 29.96 ألف                                                |                          |
| الناتج المحلي الإجمالي للفرد دولار أمريكي                 | 35.46 ألف                                                |                          |
| مؤشر التنمية البشرية                                      | 0.873                                                    | 0.594                    |
| رمز المكالمات الدولي                                      | +39                                                      | +963                     |
| رمز الإنترنت                                              | .it                                                      | .sy                      |
| المنطقة الزمنية                                           | توقيت وسط أوروبا، ت ع م+01:00، ت ع م+02:00، أوروبا/روما ‏ | ت ع م+02:00، ت ع م+03:00 |

## مدن متوأمة
في ما يلي قائمة باتفاقيات التوأمة بين مدن إيطالية وسورية:
- ترتبط جنوة مع اللاذقية باتفاقية توأمة منذ 15 مارس 1985.[14][15][16][17]
- ترتبط فيرارا مع دمشق باتفاقية توأمة منذ 1960.
- ترتبط ريميني مع اللاذقية باتفاقية توأمة.
- ترتبط فلورنسا مع دمشق باتفاقية توأمة منذ 19 مايو 2008.[18][18][18][18]

## منظمات دولية مشتركة
يشترك البلدان في عضوية مجموعة من المنظمات الدولية، منها:
| علم المنظمة | اسم المنظمة                               | تاريخ انضمام إيطاليا | تاريخ انضمام سوريا |
| ----------- | ----------------------------------------- | -------------------- | ------------------ |
|             | يونسكو                                    | ?                    | 16 نوفمبر 1946     |
|             | مؤسسة التمويل الدولية                     | 27 ديسمبر 1956       | 28 يونيو 1962      |
|             | المركز الدولي لتسوية المنازعات الاستشارية | 28 أبريل 1971        | 24 فبراير 2006     |
|             | منظمة حظر الأسلحة الكيميائية              | ?                    | ?                  |
|             | مؤسسة التنمية الدولية                     | 24 سبتمبر 1960       | 28 يونيو 1962      |
|             | وكالة ضمان الاستثمار متعدد الأطراف        | 29 أبريل 1988        | 14 مايو 2002       |
|             | الاتحاد البريدي العالمي                   | ?                    | ?                  |
|             | منظمة الشرطة الجنائية الدولية             | ?                    | ?                  |
|             | الأمم المتحدة                             | 14 ديسمبر 1955       | 24 أكتوبر 1945     |
|             | الاتحاد الدولي للاتصالات                  | 1866                 | 12 يناير 1924      |
|             | البنك الدولي للإنشاء والتعمير             | 27 مارس 1947         | 10 أبريل 1947      |
|             | المنظمة الهيدروغرافية الدولية             | ?                    | ?                  |

## أعلام
هذه قائمة لبعض الشخصيات التي تربطها علاقات بالبلدين:
- علي غالب محمود همت (رجل أعمال سويسري، 16 يونيو 1938 – )
- فاروق الشرع (سياسي سوري، 10 ديسمبر 1938 – )

## وصلات خارجية
- موقع وزارة الخارجية الإيطالية